# Jens Raschke
Jens Raschke (geboren 1970 in Darmstadt) ist ein deutscher Kindertheatermacher (Stückeschreiber, Dramaturg, Theaterregisseur, Festivalkurator) und Autor.

## Leben
Raschke wuchs in und bei Heidelberg auf. Er studierte Skandinavistik und Geschichtswissenschaften in Frankfurt am Main und Kiel. Danach arbeitete er einige Jahre als Dramaturg, darunter am Theater Kiel, am Theater am Neumarkt in Zürich sowie der Folkwang Universität der Künste in Essen. Seit 1999 wurde er Veranstalter und DJ der Kieler Sitzdisco. Das Wissenswerteste aus seiner Plattensammlung von skurrilen Tonträgern der weltweiten Musikgeschichte veröffentlichte der Soundforscher Raschke in dem Sachbuch Disco Extravaganza. Eine Reise ins Wunderland der sonderbaren Töne, erschienen 2007 beim Ventil Verlag. Gemeinsam mit Gil Mehmert schrieb er eine Bühnenfassung zu Woody Allens Film „Broadway Danny Rose“, die 2000 herauskam.
Ab 2003 übernahm er Leitungsfunktionen beim Internationalen Monodramafestival Thespis in Kiel und arbeitete u. a. als freier Kulturkritiker für die Kieler Nachrichten. Zwischen 2007 und 2013 arbeitete Raschke regelmäßig als Stückeautor, Öffentlichkeitsarbeiter und Hausregisseur des Theaters im Werftpark, dem Kinder- und Jugendtheater am Theater Kiel. Ab der Spielzeit 2007/2008 brachte er dort zahlreiche eigene Stücke und Inszenierungen anderer Stücke heraus.
Mit Einstein setzt Segel schuf er ein Dialogstück über eine ungewöhnliche Männerfreundschaft, basierend auf einer wahren biografischen Geschichte, die Albert Einstein mit Kiel verband. Das Theaterstück lief mehrere Jahre lang sehr erfolgreich im Theater im Werftpark, wurde dann 2017 von der freien Theatergruppe DeichArt ebenfalls in Kiel neu aufgelegt.
Sein bislang größter Erfolg als Dramatiker – Schlafen Fische? – wurde in mehrere Sprachen übersetzt, siegte beim Mülheimer KinderStückePreis 2012 und wurde zusätzlich als Hörspiel umgesetzt und mit dem Kinderhörspielpreis des MDR 2014 preisgekrönt.
Sein Stück Was das Nashorn sah, als es auf die andere Seite des Zaunes schaute, das ihm 2014 den Deutschen Kindertheaterpreis und den Niederländisch-deutschen Kinder- und Jugenddramatikerpreis eintrug, wagt die Auseinandersetzung mit der Gewaltherrschaft der NS-Zeit in einer Kindern zugänglichen Form. Es gab einen Zoo in Buchenwald, direkt vor dem Zaun des KZs. Gemeinsam mit den Tieren blicken die kindlichen Zuschauer dort über den Zaun.
In seinem Kinderstück Wer nicht träumt, ist selbst ein Traum behandelte Raschke das Thema Kriegstraumata aus kindlicher Sicht; das Klassenzimmerstück Petty Einweg setzt sich mit der Verschmutzung der Weltmeere durch Plastikmüll auseinander (erzählt aus der Sicht einer PET-Flasche).
Für das Theater Kiel schrieb er als Auftragsarbeit das Stück Hamsterblut, das den Phänomenen der Empathie nachspürt und 2017 uraufgeführt wurde. Seit 2009 schreibt und inszeniert Raschke Theatertexte für die freie Kieler Theatergruppe DeichArt.
Jens Raschke lebt und arbeitet in Kiel.

## Werke

### Theaterstücke (Uraufführungen)
- Ich bin etwas schief ins Leben gebaut, UA 2008, Theater im Werftpark, Kiel, Regie: Jens Raschke
- WoyzEck_VoiceOver (nach Georg Büchners Woyzeck), UA 5. Mai 2009, Kulturzentrum Hansa48, Kiel, Regie: Jens Raschke[8]
- Einstein setzt Segel, UA 18. Juli 2009, Theater im Werftpark, Kiel, Regie: Jens Raschke
- Uns Siegfried, UA 31. Oktober 2010, Theater im Werftpark, Kiel, Regie: Jens Raschke
- Jules Verne und die Geheimnisse von Kiel, UA 28. Mai 2011, Theater im Werftpark, Kiel. Regie: Jens Raschke
- Kiel wie geschmiert, UA 3. Juli 2011, Theater im Werftpark, Kiel, Regie: Jens Raschke
- Räuber Zwo (nach dem Fragment Die Braut in Trauer von Friedrich Schiller), UA 2. Oktober 2011, Theater im Werftpark, Kiel, Regie: Jens Raschke
- Schlafen Fische?, UA 29. Januar 2012, Theater im Werftpark Kiel, Regie: Jens Raschke
- Die Märchen der Schwestern Grimm, UA 25. November 2012, Theater im Werftpark, Kiel, Regie: Jens Raschke
- Was das Nashorn sah, als es auf die andere Seite des Zauns schaute, UA 30. April 2015, Deutsches Nationaltheater Weimar, Regie: Swaantje Lena Kleff
- Ich bin Kain, UA 14. Januar 2016, Deutsches Nationaltheater Weimar, Regie: Jakob Fedler
- Schwarze Schocker, UA 23. Februar 2017, Theater im Werftpark, Kiel, Regie: Jens Raschke
- Hamsterblut, UA 5. März 2017, Theater Kiel, Regie: Kristin Trosits
- Kommt eine Wolke, UA 15. September 2018, Emma-Theater/Theater Osnabrück, Osnabrück, Regie: Ramin Anaraki
- Stacheln im Sturm, UA 31. Dezember 2018, KulturForum der Landeshauptstadt Kiel, Kiel, Regie: Jens Raschke[9]
- Wer nicht träumt, ist selbst ein Traum, UA: 14. März 2019, Theater an der Rott, Eggenfelden, Regie: Markus Steinwender[10]
- Petty Einweg, UA: 26. November 2019, Deutsches Nationaltheater Weimar, Regie: Jens Kerbel[11]
- Alfred Hitchcock jagt den Kieler Psycho, UA: 22. Februar 2020, Maritim Hotel Kiel / Theater DeichArt, Regie: Jens Raschke[12]
- Jules Verne und der Unhold von Kiel, UA: 6. August 2021, KulturForum der Landeshauptstadt Kiel / Theater DeichArt, Kiel, Regie: Jens Raschke[13]
- Once Upon a Time in Düsternbrook, UA: 8. Januar 2022, Maritim Hotel Kiel / Theater DeichArt, Regie: Jens Raschke[14][15][16]
- Schnecke durch die Hecke, UA: 4. März 2023, Hessisches Staatstheater Wiesbaden, Regie: Dirk Schirdewahn[17]
- Babylon Kiel: Ins Herz der Finsternis, UA: 5. April 2023, Maritim Hotel Kiel / Theater DeichArt, Regie: Jens Raschke[18]
- Ufos überm Norder!, UA: 23. Februar 2024, Maritim Hotel Kiel / Theater DeichArt, Regie: Jens Raschke[19]
- The Kieler Shining, UA: 29. November 2024, Maritim Hotel Kiel / Theater DeichArt, Regie: Jens Raschke[20]

### Hörspiele
- Schlafen Fische?, Produktion Deutschlandradio Kultur 2013, Länge: 50'17, Regie: Judith Lorentz, Komposition: Lutz Glandien, Sprecherin: Fea Faika.[21]
- Was das Nashorn sah, als es auf die andere Seite des Zauns schaute, Produktion Hessischer Rundfunk 2015, Länge: 50'18, Regie: Götz Fritsch, Komposition: Martin Zrost, Sprecher: Michael Altmann, Jörg Schüttauf u. a.[22]
- Mammut in der Grube, Produktion: Deutschlandradio Kultur 2018, Länge: 50, Regie: Beatrix Ackers, Komposition: Peter Kaizar, Sprecher: Bernhard Schütz, Arnd Klawitter, Winnie Böwe u. a.[23]

### Buchpublikationen
- Disco Extravaganza. Eine Reise ins Wunderland der sonderbaren Töne, Ventil Verlag, Mainz 2007, ISBN 978-3-931555-7-95.
- Schlafen Fische? Kinderbuch, mit Illustrationen von Jens Rassmus, Mixtvision Verlag, München 2017, ISBN 978-3-95854-070-5.
- Ce que vit le rhinoceros lorsqu'il regarda de l'autre côté de la clôture, éditions THEATRALES || JEUNESSE, Montreuil 2022, ISBN 978-2842608767.
- Was das Nashorn sah, als es auf die andere Seite des Zauns schaute, mit einem Nachwort, Anmerkungen und Unterrichtsanregungen von Sascha Feuchert, Philipp Reclam jun. Verlag GmbH, Ditzingen 2024, ISBN 978-3-15-014400-8

## Auszeichnungen
- 2012:
  - Mülheimer KinderStückePreis für Schlafen Fische?
  - Nominierung für den Deutschen Kindertheaterpreis[24]
  - Kaas und Kappes Stückepool (Schlafen Fische?)
- 2013: Arbeitsstipendium der Kulturstiftung des Landes Schleswig-Holstein
- 2014:
  - Deutscher Kindertheaterpreis für Was das Nashorn sah, als es auf die andere Seite des Zauns schaute
  - Niederländisch-deutscher Kinder- und Jugenddramatikerpreis Kaas und Kappes für Was das Nashorn sah...[25]
  - Kinderhörspielpreis des MDR, 2. Platz für das Hörspiel Schlafen Fische?
- 2016:
  - Kaas und Kappes Stückepool (Ich bin Kain)
  - Nominierung Mülheimer KinderStückePreis für Was das Nashorn sah, als es auf die andere Seite des Zauns schaute[26]
- 2017:
  - Luchs des Monats Mai für das Kinderbuch Schlafen Fische?
  - Aufnahme in die White Ravens International Youth Library (Schlafen Fische?)
  - Nah dran! Stipendium des Deutschen Kinder- und Jugendtheaterzentrums für Wer nicht träumt, ist selbst ein Traum[27]
- 2018: Korbinian – Paul-Maar-Preis für das Kinderbuch Schlafen Fische?[28]
- 2020:
  - Mildred L. Batchelder Honor Book für Schlafen Fische? (Do Fish Sleep?)[29]
  - Nominierung Mülheimer KinderStückePreis für Wer nicht träumt, ist selbst ein Traum (Wettbewerb abgesagt aufgrund der Covid-19-Pandemie)[30]
  - Nominierung Deutscher Kindertheaterpreis für Wer nicht träumt, ist selbst ein Traum, sowie Lobende Erwähnung für Kommt eine Wolke[31]
- 2021: 
  - Auswahl Eurodram 2021 für Was das Nashorn sah, als es auf die andere Seite des Zauns schaute (in der französischen Übersetzung von Antoine Palévody)[32]
  - Nah dran! Stipendium des Deutschen Kinder- und Jugendtheaterzentrums für Schnecke durch die Hecke[33]
  - Preis für das beste fremdsprachige Stück für Was das Nashorn sah, als es auf die andere Seite des Zauns schaute (in der französischen Übersetzung von Antoine Palévody) bei den Journées de Lyon des Auteurs de Théâtre[34]
- 2024:
  - Werkstipendium des Deutschen Literaturfonds für ein Romanprojekt[35]

## Belege
1. ↑  Autorenprofil beim Ventil Verlag, abgerufen am 4. Juli 2018.
2. ↑  Einstein setzt Segel – Eine relativ historische Tragikomödie von Jens Raschke, DeichArt Kiel, abgerufen am 4. Juli 2018.
3. ↑  Deichart mit „Einstein setzt Segel“ (Memento des Originals vom 4. Juli 2018 im Internet Archive)  Info: Der Archivlink wurde automatisch eingesetzt und noch nicht geprüft. Bitte prüfe Original- und Archivlink gemäß Anleitung und entferne dann diesen Hinweis., Kieler Nachrichten vom 17. August 2017, abgerufen am 4. Juli 2018.
4. ↑  Wer nicht träumt, ist selbst ein Traum / Raschke, Jens. Abgerufen am 13. August 2021.
5. ↑  Petty Einweg / Raschke, Jens. Abgerufen am 13. August 2021.
6. ↑  Siehe Bericht der Kieler Nachrichten  vom 3. März 2017 unter Weblinks
7. ↑  Home - DeichArt - Theater aus dem Norden. Abgerufen am 13. August 2021.
8. ↑  DeichArt: Der wunde Wolf Woyzeck. Archiviert vom Original (nicht mehr online verfügbar) am 18. Februar 2019; abgerufen am 17. Februar 2019.  Info: Der Archivlink wurde automatisch eingesetzt und noch nicht geprüft. Bitte prüfe Original- und Archivlink gemäß Anleitung und entferne dann diesen Hinweis.
9. ↑  Der Weg ist das Ziel. Abgerufen am 13. Januar 2022.
10. ↑  Wer nicht träumt, ist selbst ein Traum. Archiviert vom Original am 18. Februar 2019; abgerufen am 20. März 2024 (deutsch).
11. ↑  Petty Einweg / Raschke, Jens. Abgerufen am 2. September 2019.
12. ↑  DeichArt: Alfred Hitchcock jagt den Kieler Psycho - Theater Kiel. Archiviert vom Original am 11. Januar 2020; abgerufen am 20. März 2024.
13. ↑  Jules Verne und der Unhold von Kiel - DeichArt - Theater aus dem Norden. Abgerufen am 13. August 2021.
14. ↑  Theater Deichart geht im Live-Hörspiel auf Geisterjagd. Abgerufen am 13. Januar 2022.
15. ↑  NDR: Live-Hörspiel in Kiel: "Once upon a Time in Düsternbrook". 8. Januar 2022, abgerufen am 13. Januar 2022.
16. ↑  Once Upon a Time in Düsternbrook - DeichArt - Theater aus dem Norden. Abgerufen am 13. Januar 2022.
17. ↑  Hessisches Staatstheater Wiesbaden: Hessisches Staatstheater Wiesbaden - Schnecke durch die Hecke, Von Jens Raschke. Abgerufen am 20. April 2023.
18. ↑  Babylon Kiel - DeichArt - Theater aus dem Norden. Abgerufen am 20. April 2023.
19. ↑  Ruth Bender: Kiel: Theater Deichart erinnert an das Michael-Jackson-Konzert 1997 auf dem Norder. 26. Februar 2024, abgerufen am 26. Februar 2024.
20. ↑  Beate Jänicke: „The Kieler Shining“ vom Theater Deichart: Wenn der Wahnsinn galoppiert. 11. Februar 2025, abgerufen am 13. Februar 2025.
21. ↑  Hörspieltag: Schlafen Fische? von Jens Raschke, Deutschlandradio Kultur 14. April 2017, abgerufen am 4. Juli 2018.
22. ↑  ARD-Hörspieldatenbank. Abgerufen am 17. Februar 2019.
23. ↑  Kakadu - Kinderhörspiel - Das Mammut in der Grube. Archiviert vom Original (nicht mehr online verfügbar) am 17. Februar 2019; abgerufen am 17. Februar 2019 (deutsch).  Info: Der Archivlink wurde automatisch eingesetzt und noch nicht geprüft. Bitte prüfe Original- und Archivlink gemäß Anleitung und entferne dann diesen Hinweis.
24. ↑  „Schlafen Fische?“ von Jens Raschke, Goethe-Institut, abgerufen am 4. Juli 2018.
25. ↑  Preisträger des Autorenwettbewerbs (Memento des Originals vom 5. Juli 2018 im Internet Archive)  Info: Der Archivlink wurde automatisch eingesetzt und noch nicht geprüft. Bitte prüfe Original- und Archivlink gemäß Anleitung und entferne dann diesen Hinweis., Duisburger Kaas & Kappes Festival, abgerufen am 4. Juli 2018.
26. ↑  Stücke 2020 - Mülheimer Theatertage. Abgerufen am 6. April 2020.
27. ↑  Nah dran! Neue Stücke für das Kindertheater. Abgerufen am 13. August 2021.
28. ↑  Paul-Maar-Preis für junge Talente: Jens Raschke ausgezeichnet, Börsenblatt vom 28. Juni 2018, abgerufen am 15. Dezember 2018.
29. ↑  Do Fish Sleep? Abgerufen am 6. April 2020 (amerikanisches Englisch).
30. ↑  Stücke 2020 - Mülheimer Theatertage. Abgerufen am 6. April 2020.
31. ↑  Auswahl und Nominierungen 2020. Abgerufen am 7. September 2020.
32. ↑  Autor vieuxloup2015: Französischsprachiges Komitee EURODRAM Auswahl 2021. In: eurodram. 4. April 2021, abgerufen am 13. August 2021 (deutsch).
33. ↑  Nah dran! Neue Stücke für das Kindertheater. Abgerufen am 13. August 2021.
34. ↑  Palmarès. 20. Januar 2013, abgerufen am 13. Januar 2022 (französisch).
35. ↑  Ergebnisse der Kuratoriumssitzung vom 16./17. September 2024. Abgerufen am 2. November 2024.

| Personendaten    | Personendaten                           |
| ---------------- | --------------------------------------- |
| NAME             | Raschke, Jens                           |
| KURZBESCHREIBUNG | deutscher Kindertheatermacher und Autor |
| GEBURTSDATUM     | 1970                                    |
| GEBURTSORT       | Darmstadt                               |